# Rio (Amatrice)
Rio (Villa Rio o Villa Rivo) è una frazione del comune di Amatrice in provincia di Rieti. Dista circa 6 chilometri dal capoluogo comunale. Situata a 930 metri s.l.m., si trova all'interno del confine dell'area protetta del Parco nazionale del Gran Sasso e Monti della Laga in prossimità del Fosso Caporio.

## Storia
L’orientamento più diffuso è quello di considerare il toponimo di Rio di provenienza latina, con chiaro riferimento al vicino corso d'acqua (“rivus”).

Le notizie storiche sulla Villa di Rio sono tutte successive al XVI secolo. Come altri nuclei abitati che gravitavano attorno al centro di Amatrice, probabilmente si è sviluppato intorno ad un edificio di culto. Tra le più danneggiate dal terremoto di Amatrice del 1639, non risulta si separò mai dall'Universitas, come fecero invece altre ville tra il 1641 e il 1643.

Fonti di informazioni preziose sono i catasti onciari di Rio del 1749 e 1755 conservati presso l'Archivio di Stato dell'Aquila.

Pur dipendendo dalla parrocchia della vicina SS. Lorenzo a Flaviano, la villa di Rio ospitava una curazia, dotata di ampia autonomia, presso l’Oratorio di Santa Maria di Loreto. Alla curazia apparteneva, a titolo di sacro patrimonio, il Beneficio di Santo Stefano. 

Alla fine del XVIII secolo la popolazione di Rio contava circa settanta abitanti e si é mantenuta pressoché costante sino alla prima metà del XX secolo. A partire dal secondo dopoguerra è poi progressivamente diminuita, trasformando il paese nella residenza estiva delle famiglie originarie del posto.

Agli inizi del XX secolo, come testimonia la planimetria catastale d’impianto del 1906, risultava definita la forma attuale del centro abitato con tre piazze a ferro di cavallo delimitate dai fabbricati.

### Terremoti del 2016 e del 2017

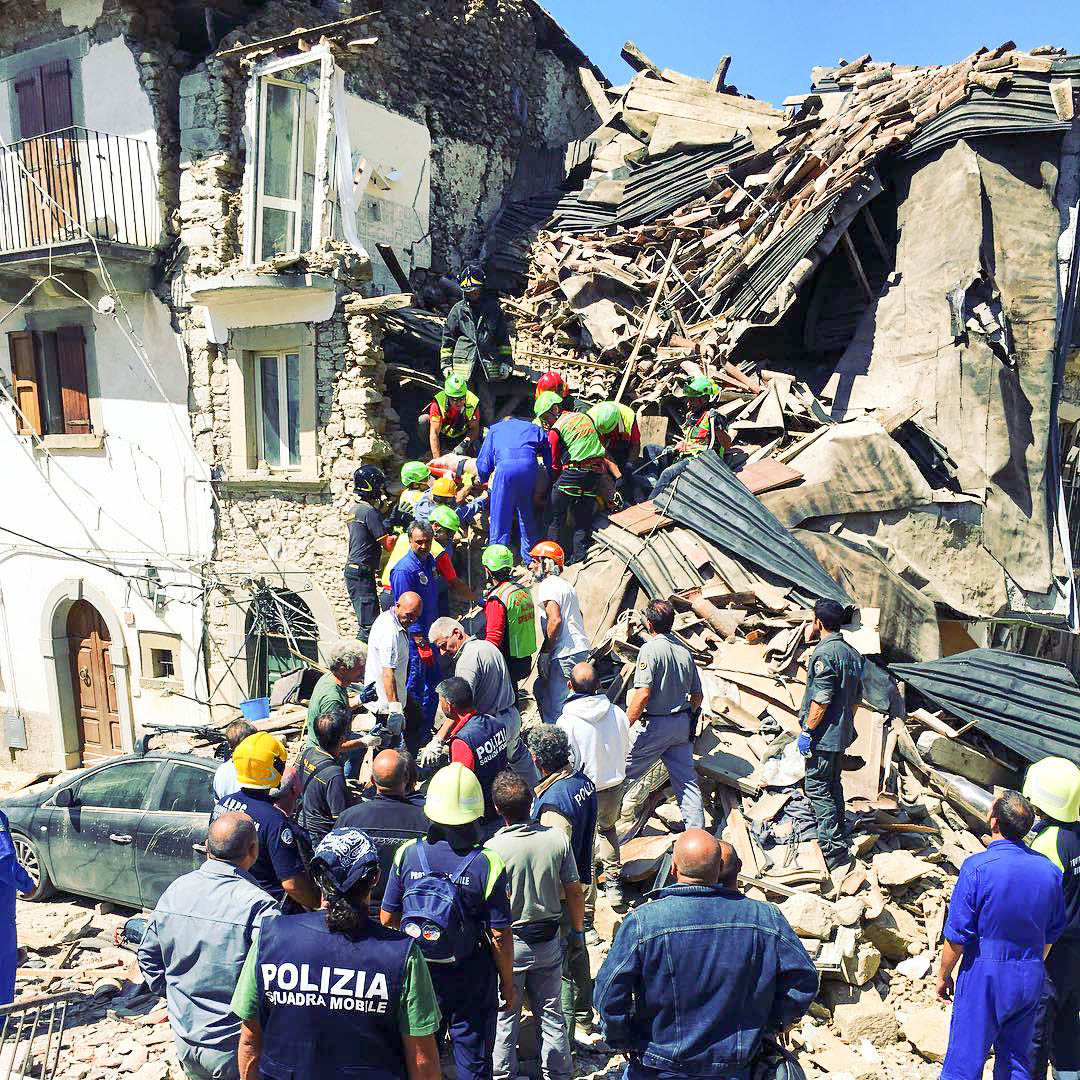
Un'operazione di soccorso a Rio dopo il terremoto del 2016

Gli eventi sismici che si sono susseguiti a partire dal 24 agosto 2016 hanno quasi interamente distrutto il tessuto abitativo, ma senza causare vittime.
 
Lo studio di microzonazione sismica di livello 3 ha individuato un fattore di amplificazione locale pari a 1,3. Verifiche speditive degli elementi geomorfologici hanno, inoltre, evidenziato per la frazione di Rio la necessità di interventi di regimazione e protezione idraulica: in prossimità dell'incrocio della strada sterrata comunale Caporio con il Fosso omonimo, a potenziale rischio di esondazione e poco a valle dell'attraversamento provinciale, al fine di ripristinare l'officiosità idraulica.
Con Decreto del Presidente della Regione Lazio del 3 agosto 2018 n. V00012 risulta approvata la perimetrazione definitiva della frazione.

## Monumenti e luoghi d'interesse

### Oratorio di Santa Maria di Loreto

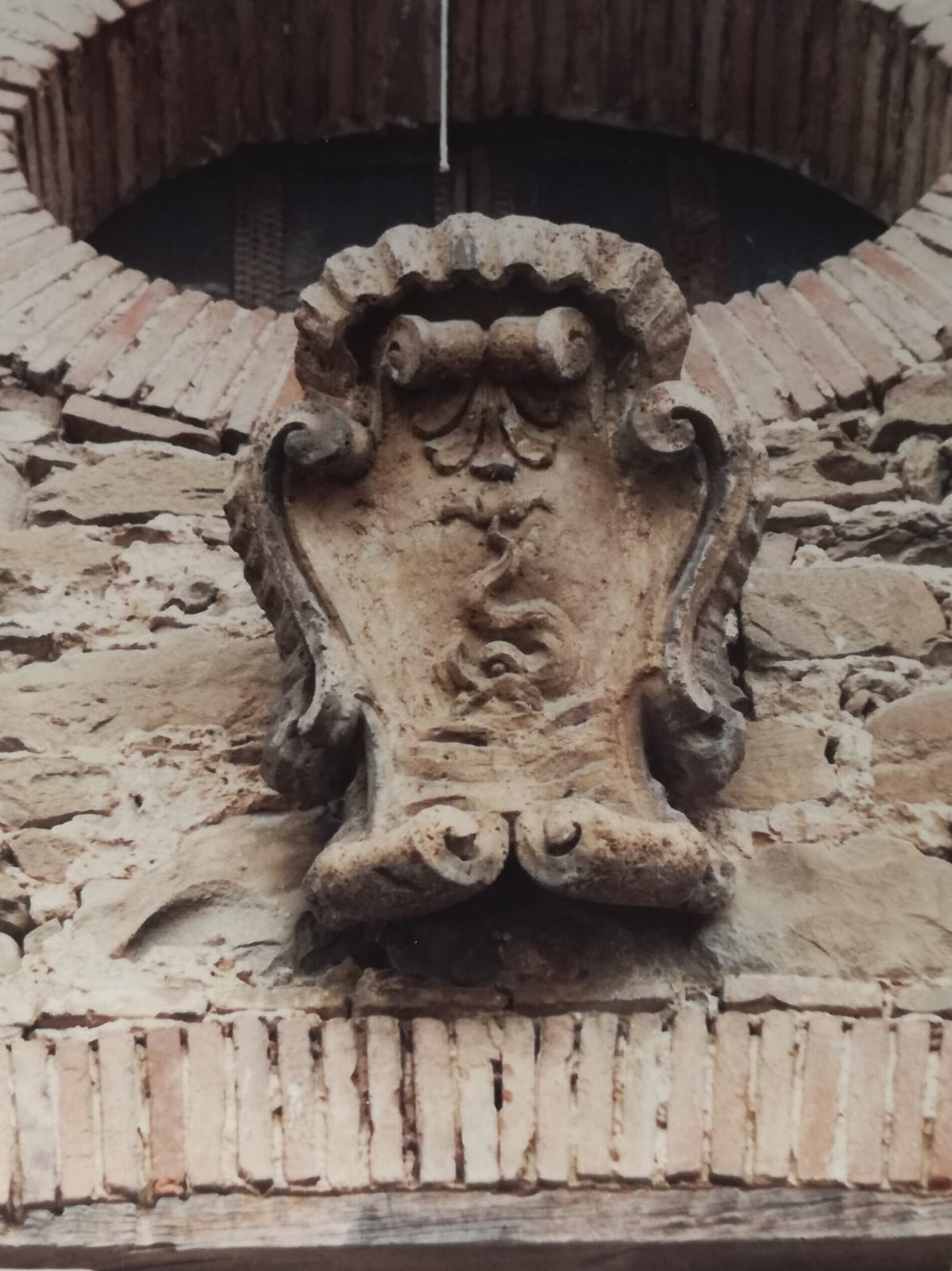
Arma sulla facciata dell'Oratorio di Santa Maria di Loreto

L’Oratorio di Santa Maria di Loreto è un edificio sacro, di origine devozionale, legato al culto lauretano. Voluto sul finire del XVI secolo dagli Orsini di Amatrice e, successivamente, passato con diritto di patronato prima alla famiglia Delfini, poi alla famiglia Santelli ed ai suoi eredi.
 
A queste famiglie erano concessi i privilegi di jus patronatus e di jus presentandi sull'altare dell'Oratorio cioè il diritto di presentare all'autorità il sacerdote o il chierico adatto ad essere investito del beneficio.
 
Secondo quanto riportato nel catasto onciario del 1749, l’Oratorio di Santa Maria di Loreto era dotato di propri beni patrimoniali.
Dopo che negli anni trenta del XX secolo i lavori per la realizzazione di un collegamento carrabile con Amatrice hanno abbassato il livello stradale, l'ingresso all'Oratorio è consentito da una piccola scala a doppia rampa.
Dichiarato inagibile dai VV.FF. conseguentemente al sisma che ha colpito L’Aquila nel 2009, dopo gli eventi sismici verificatisi a far data dal 24 agosto 2016, risulta parzialmente crollato.

L’Oratorio si presenta come un piccolo edificio in pietra, molto semplice ed essenziale nella volumetria equilibrata ed elegante, ingentilita dagli oculi della facciata e delle pareti laterali, dotato di un piccolo campanile a vela retrostante. Sulla facciata compare una arma con i seguenti elementi: mare mosso con delfino ondeggiante in palo con coda bifida.

Al suo interno risultava ben conservato un paliotto d'altare, dipinto a fiorami su tela, con al centro la Madonna col Putto. Con il progressivo spopolamento del paese, ha subìto, come le chiese di altre frazioni, varie spoliazioni.

### Aree naturali
Risalendo il corso del Fosso Caporio è possibile osservare uno dei pochi nuclei spontanei di betulle bianche (specie betula pendula) presenti nel Parco nazionale del Gran Sasso e Monti della Laga.

## Società

### Tradizione e folclore
La Madonna di Loreto, onorata nell'omonimo Oratorio, viene festeggiata dai Riani l'8 settembre, giorno in cui la Chiesa cattolica celebra la festa liturgica della Natività della Beata Vergine, con una messa solenne seguita da un pranzo in comune.

## Infrastrutture e trasporti

### Strade
La frazione è attraversata dalla strada provinciale SP 20 che la collega ad Amatrice.

## Galleria d'immagini

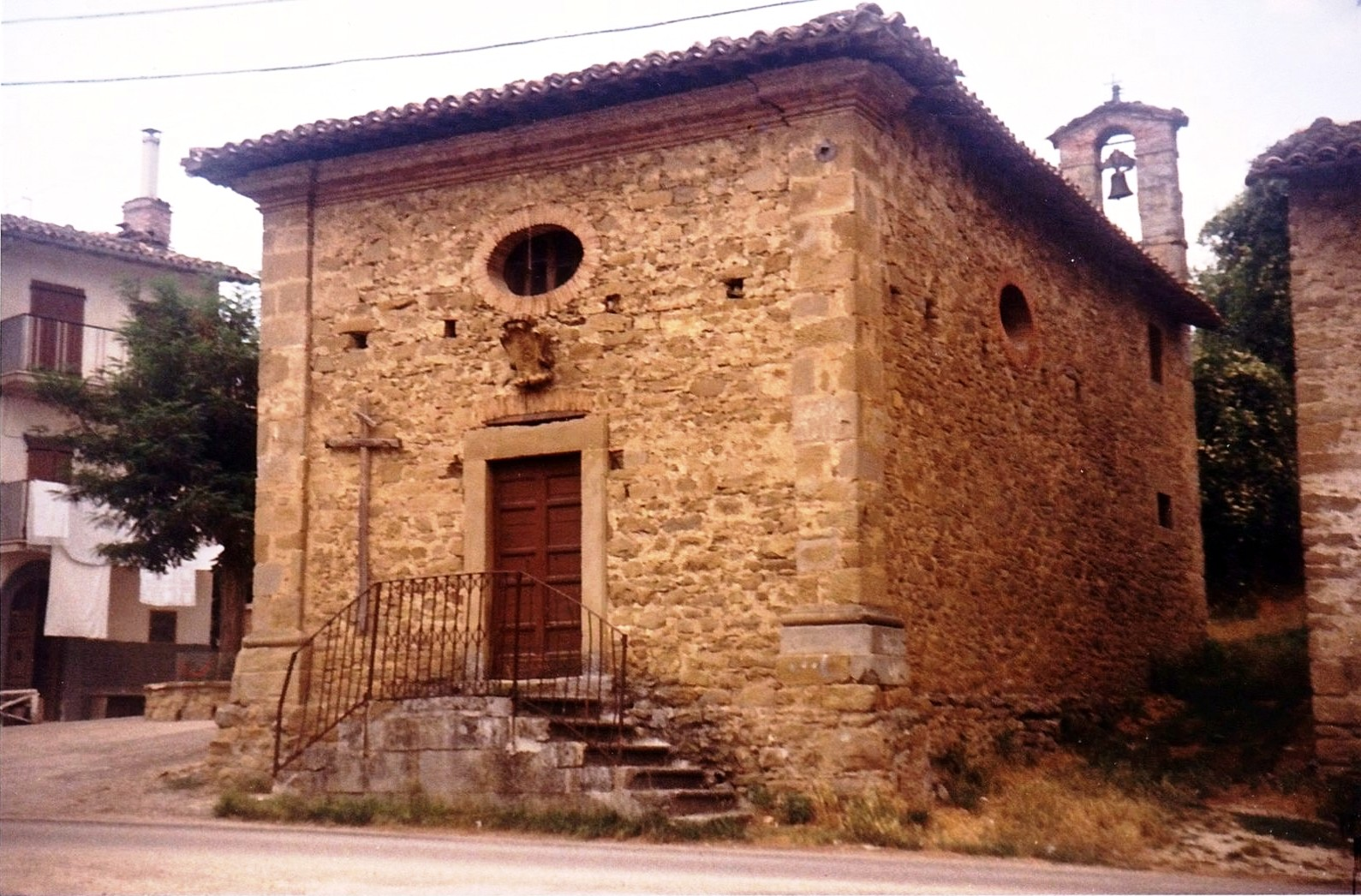
Oratorio di Santa Maria di Loreto
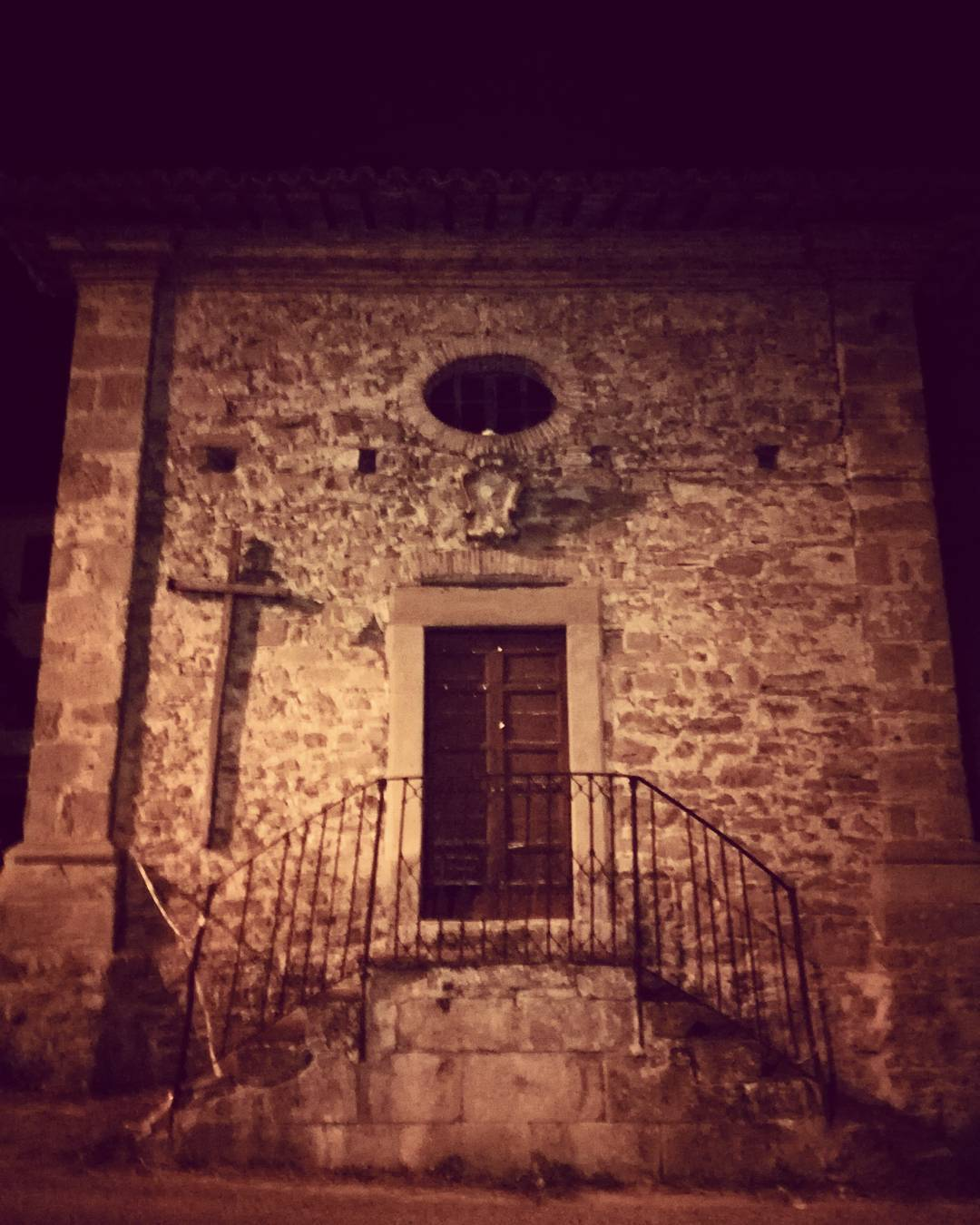
Facciata Oratorio di Santa Maria di Loreto
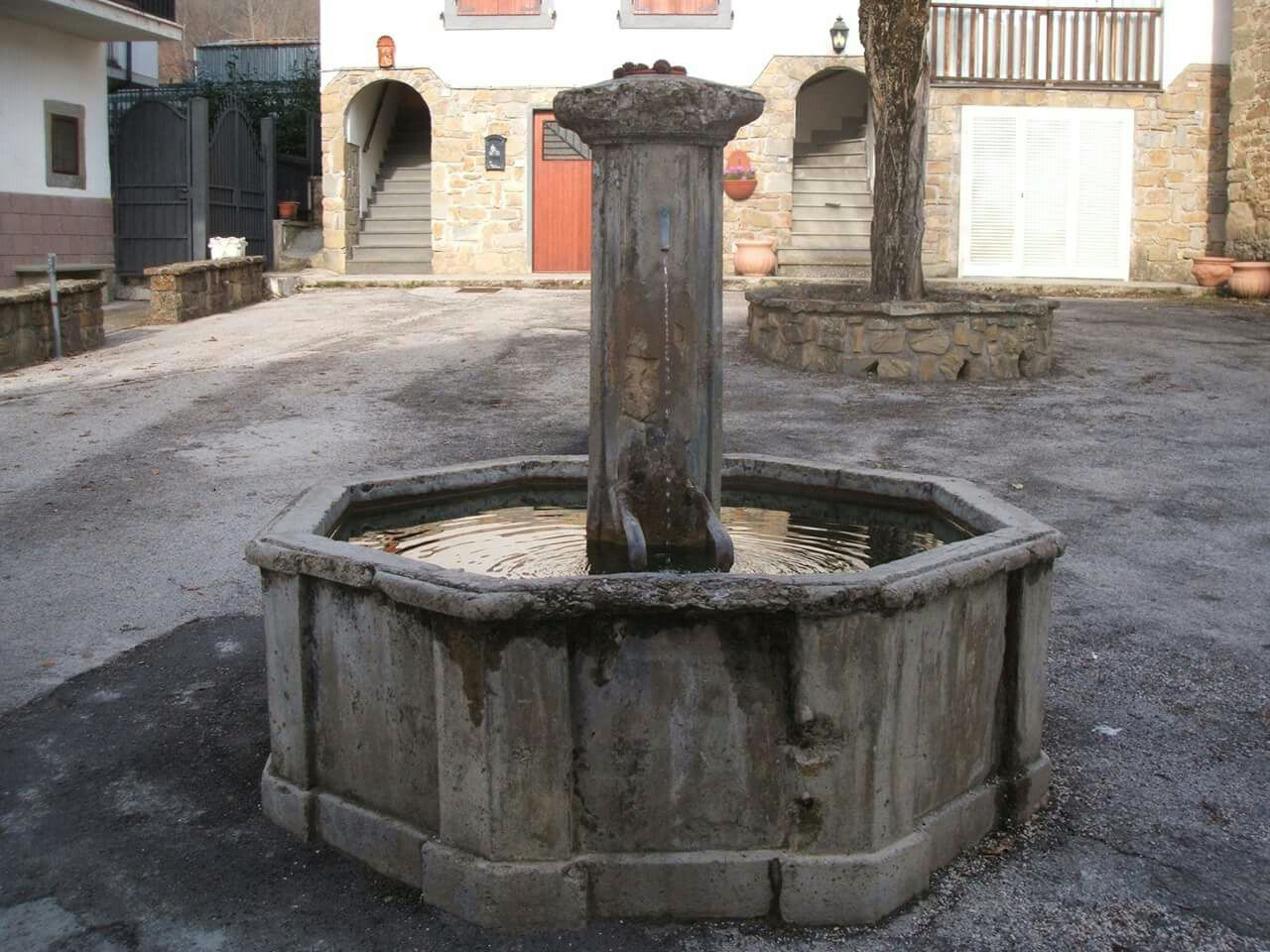
Fontana della piazza di Rio
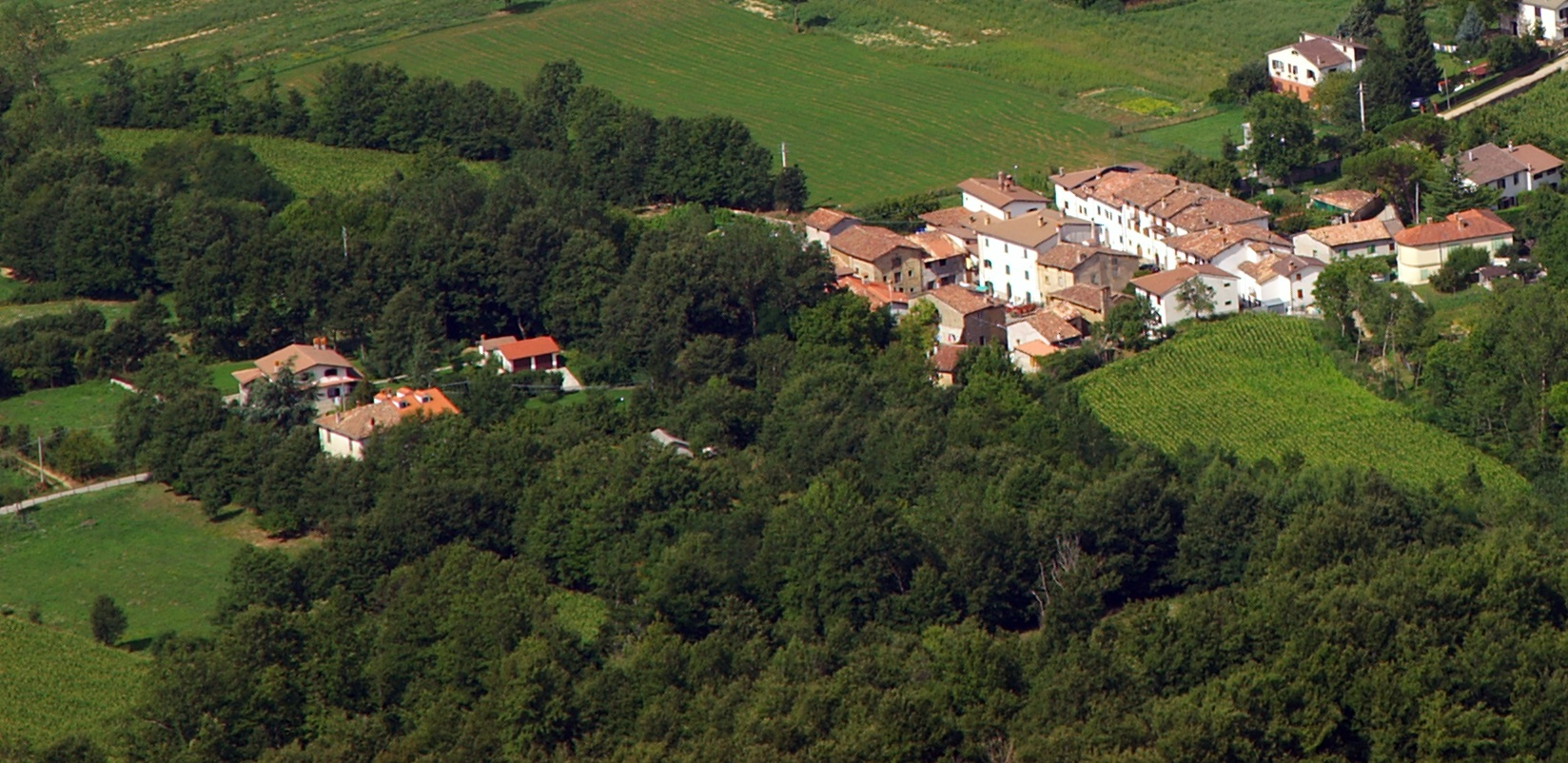
Vista della frazione di Rio da Macchie Piane
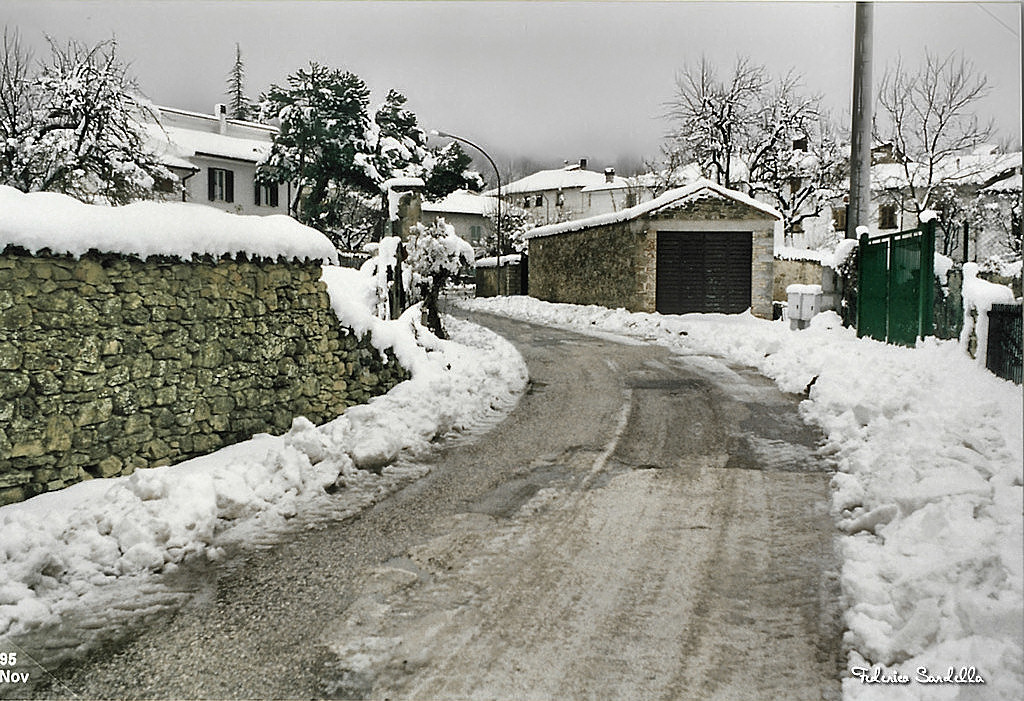
Accesso a Rio dalla strada comunale S. Lorenzo d'inverno